# Остерволде (Фрисландія)
Остерволде (нід. Oosterwolde) — місто в нідерландській провінції Фрисландія. Адміністративний центр муніципалітету Остстеллінгверф.
Його площа становить 31,07км², а населення станом на 2021 рік складало 9 510 осіб.

## Галерея

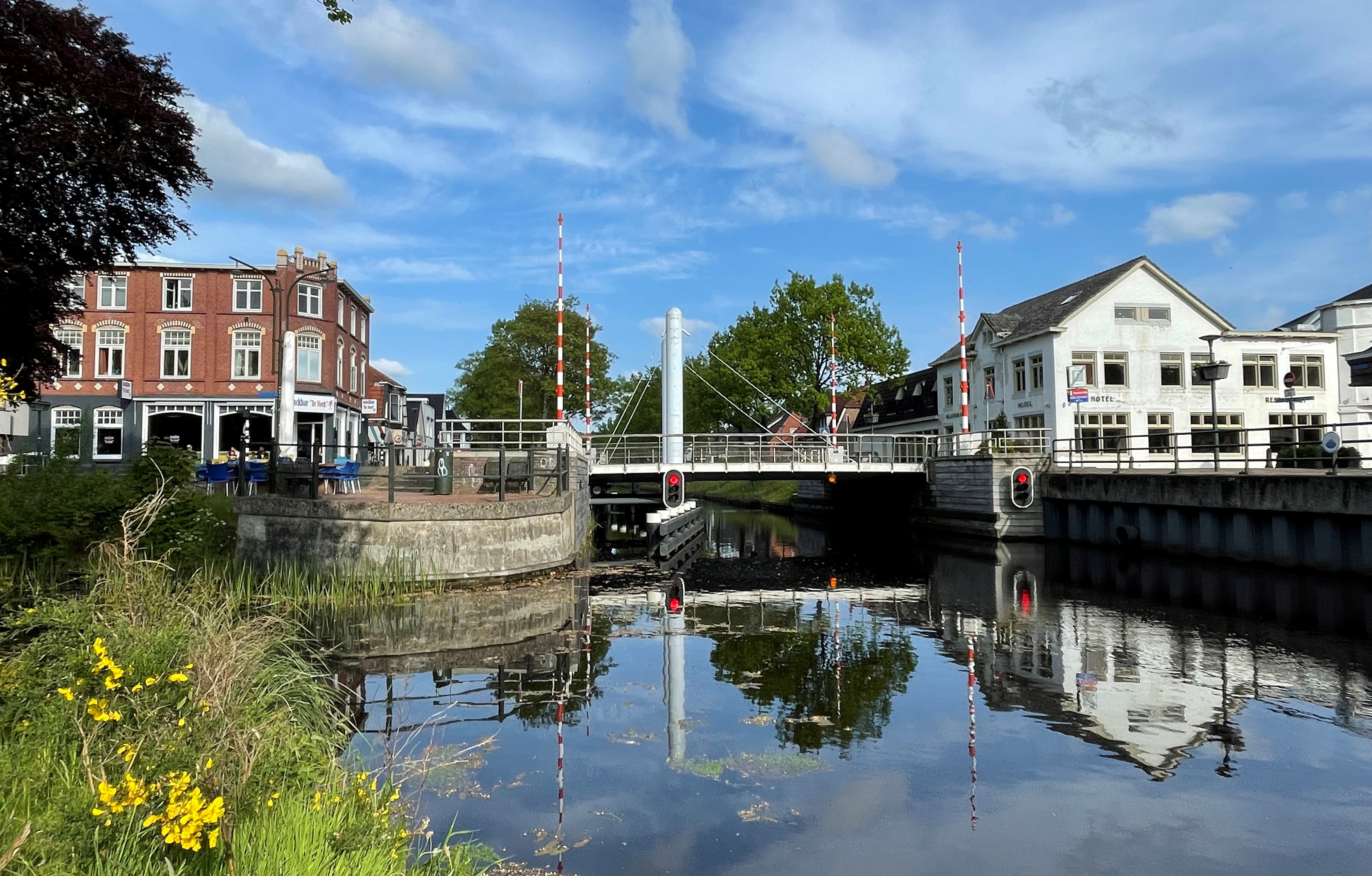
Міст в Остерволде
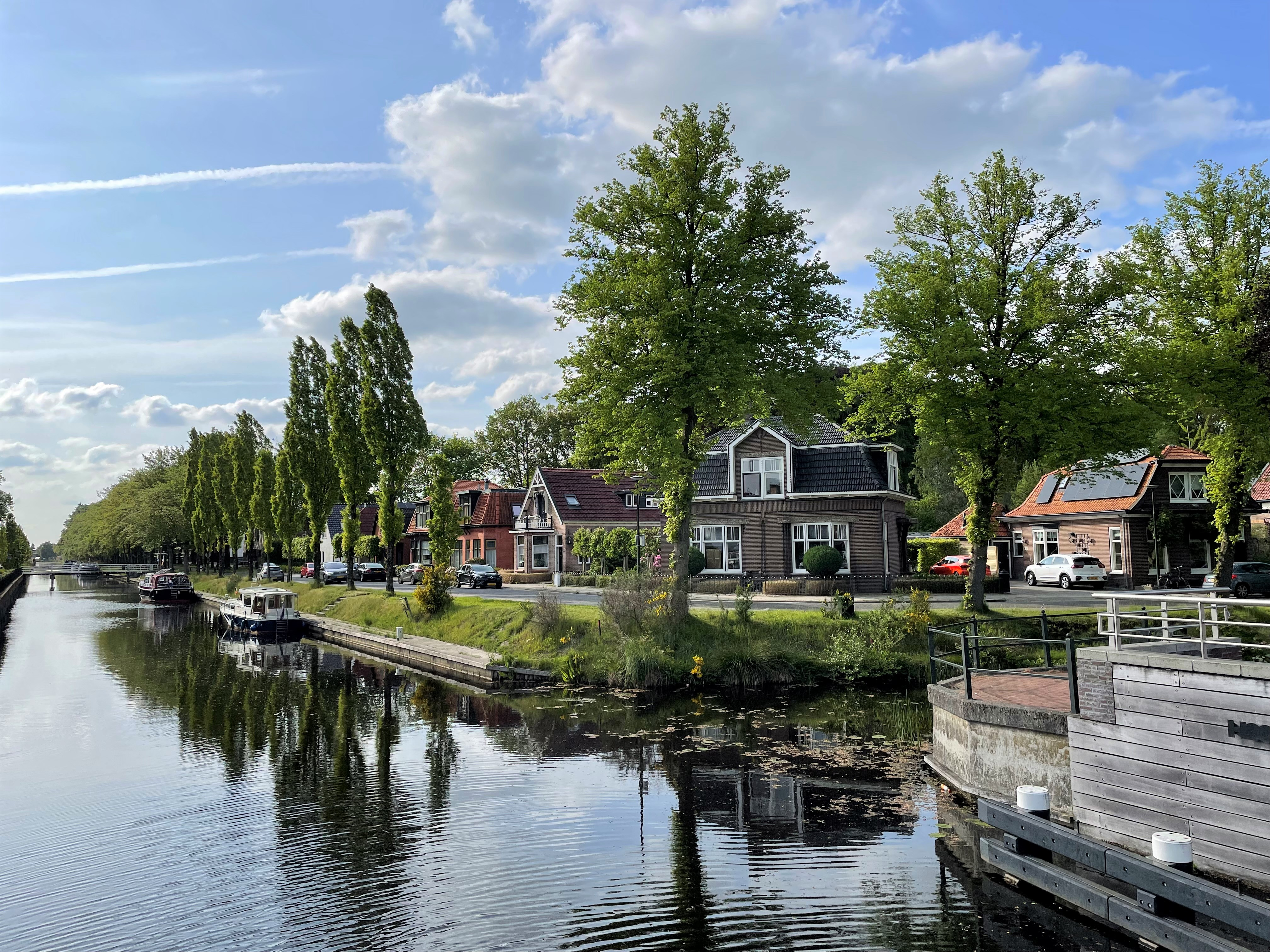
Вид на канал
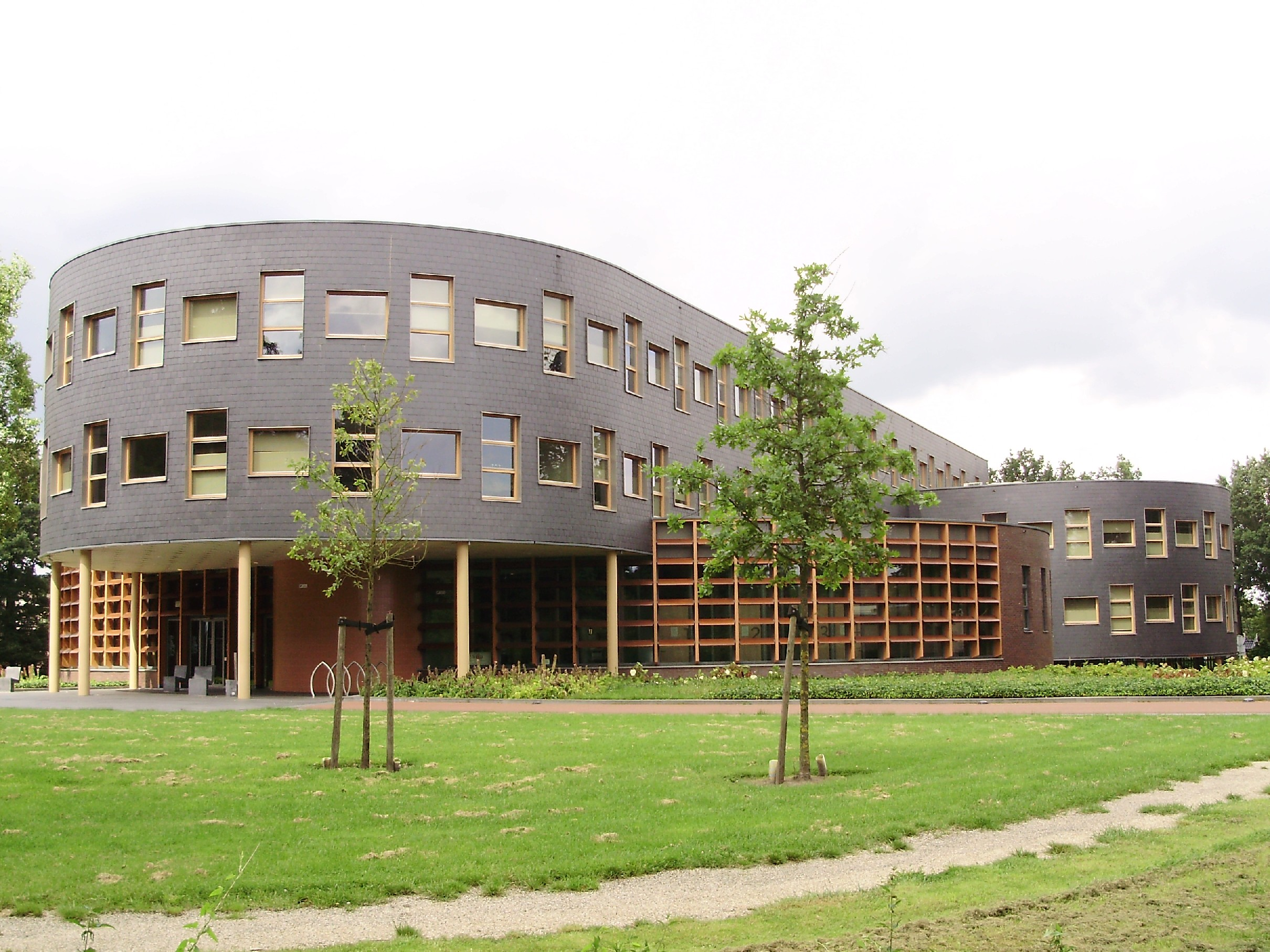
Будівля мерії
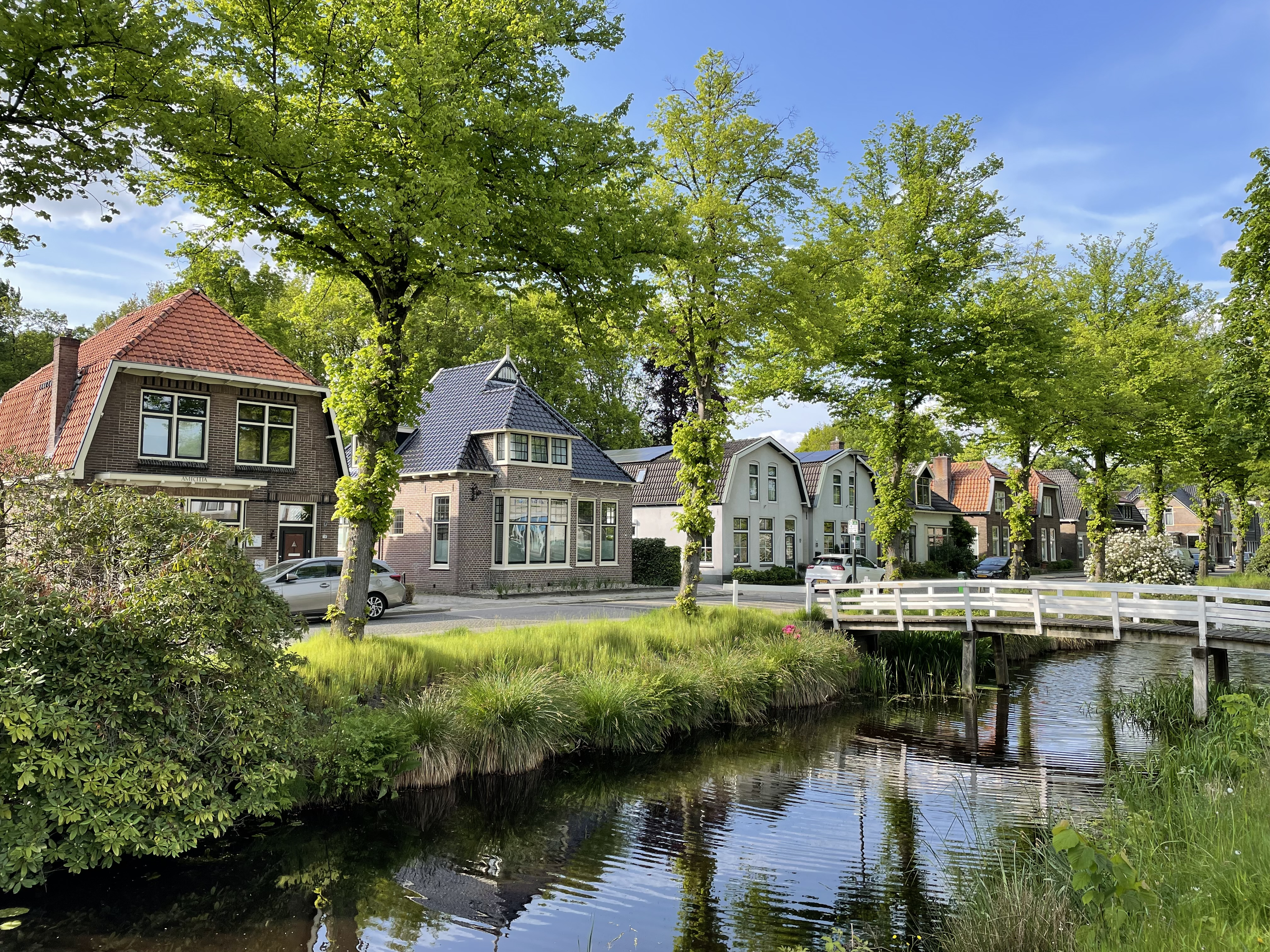
Весна в Остерволде